# G N' R Lies
G N' R Lies is het tweede studioalbum uit 1988 van Guns N' Roses, uitgebracht bij Geffen Records en verkocht wereldwijd ongeveer 5 miljoen cd's. De eerste 4 nummers zijn afkomstig van het album Live ?!*@ Like a Suicide, dat in 1986 uitgebracht is op het onafhankelijke label Uzi like a Suicide Records.

## Algemeen
Nadat in 1986 Hun eerste plaat werd uitgebracht, Live ?!*@ Like a Suicide, werden er maar 25 000 lp's gemaakt en werden de enige overblijvenden voor veel geld verkocht. Voor de fans die niet veel te veel geld hadden besloten Guns N' Roses om ze ook op hun nieuwe plaat te zetten. Voor het tweede deel van de plaat zijn er vier rustige liedjes geschreven, elke keer uitgevoerd met akoestische gitaren.
De plaat bereikte de top 5 op the Billboard Hot 100, de belangrijkste hitlijst in Amerika en was daarmee de eerste groep die twee platen in de top 5 had staan, namelijk G N' R Lies en Appetite for Destruction

## Nummers

### Reckless Life
Het openingsnummer Reckless Life is afkomstig van de band waaruit Guns N' Roses is opgericht, Hollywood Rose. Dit nummer is later in oorspronkelijke vorm verschenen op de cd The Roots of Guns N' Roses. Dit is een compilatiealbum van de bands waaruit Guns N' Roses is opgericht, L.A Guns en Hollywood Rose. De meeste critici vonden dit een zeer goed lied.

### Nice Boys
"Nice Boys" is een cover van Rose Tatoo. Het liedje zegt (zoals in het refrein): Nice boys don't play rock and roll. Vele mensen vinden dat Axl Rose zijn stem hierin te hoog klinkt maar ze komen wel overeen dat deze versie beter is dan die van Rose Tatoo.

### Move To The City
Velen denken dat het gaat over jeugdangst, zich verdrukt voelen thuis en naar de stad gaan om een spannender leven te hebben. Anderen zeggen dan weer dat het gewoon dezelfde boodschap heeft als Welcome to the Jungle; hoe vuil de straten wel niet zijn in een stad.

### Mama Kin
"Mama Kin" is de tweede cover op de plaat. Origineel was het een nummer van Aerosmith, een groep die een grote invloed had op Guns N' Roses. Axl kondigt het lied aan op de plaat als " This is a song about your fuckin' mother". Critici zeggen dat Axl de stem van Steven Tyler, de zanger van Aerosmith, te veel probeert na te doen.

### Patience
Zie voor het volledige artikel op Patience (Guns N' Roses)
"Patience" is de enige single van G N' R Lies. Het nummer zou gaan over Erin Everly en Axl Rose alhoewel dit nooit bevestigd is. Patience is een van de bekendste hits van Guns N' Roses en zou later nog verschijnen op hun compilatiealbum Greatest Hits. Het is ook het enige nummer van Guns N' Roses van Lies waarvan een video gemaakt is. In deze waren alle leden dronken of onder invloed van drugs.

### Used To Love Her
Dit nummer is eigenlijk een grote grap. Niemand weet waarover het gaat, alhoewel sommigen zeggen dat het gaat over Axls hond die ze per ongeluk overreden zouden hebben terwijl ze dronken waren. Axl Rose kondigt het nummer ook aan op Live Era '87-'93 waarin hij zegt dat het het enige liedje is dat ze geschreven hebben op fantasie.

### You're Crazy
Van "You're Crazy", ook wel "Fucking Crazy", zijn twee versies: een rock en een akoestische variant.

### One in a Million
Dit nummer is een nummer vol met tegenspraken en racisme. Er is heel wat te doen geweest om het stuk over Immigrants and faggots. Opmerkelijk in dit verband is dat de moeder van Slash van Afro-Amerikaanse afkomst is. Later trad Axl samen met Elton John op tijdens een concert ter nagedachtenis van Freddie Mercury.

## Tracklist
| Nr. | Titel            | Duur |
| --- | ---------------- | ---- |
| 1.  | Reckless Life    | 3:20 |
| 2.  | Nice Boys        | 3:03 |
| 3.  | Move to the City | 3:42 |
| 4.  | Mama Kin         | 3:57 |
| 5.  | Patience         | 5:56 |
| 6.  | Used to Love Her | 3:13 |
| 7.  | You're Crazy     | 4:10 |
| 8.  | One in a Million | 6:10 |

## Bezetting
- Axl Rose – Zang
- Slash – Gitaar, elektrische en akoestisch
- Duff McKagan – Gitaar, bas en akoestisch, achtergrondzang
- Izzy Stradlin – Gitaar, ritme en akoestisch, achtergrondzang
- Steven Adler – drums, percussie

## Trivia
- Veel exemplaren van deze lp bevatten een binnenhoes met een ongecensureerde foto van een topless vrouw. De achterkant van de G N' R Lies-hoes is hetzelfde als de voorkant van de Live?!*@ Like a Suicide-hoes. Dit geldt ook voor de achterkant van de binnenhoes.
- De eerste vier liedjes zijn niet echt voor een live publiek gespeeld, ze werden in een studio opgenomen en later werd er een publiek opgeplakt.
  - Reckless life begint met Slash die "Eey fuckers, suck my Guns N' Fuckin' Roses" roept, een uitspraak die later nog veel gebruikt werd in o.a. het lied Get in the Ring van Use Your Illusion II.
- De versie van "You're Crazy" op deze plaat is eigenlijk het origineel, maar werd vervangen op Appetite for Destruction door een luidere versie omdat die beter paste op de plaat.
- "You're Crazy","Move To The City","Used to Love Her" en "Patience" verschenen later nog op het livealbum Live Era: '87–'93